# Ensign N173
Der Ensign N173 (Alternativbezeichnung: Ensign MN01) war der erste Formel-1-Rennwagen des britischen Motorsportteams Ensign Racing. Er wurde in den Jahren 1973 und 1974 bei Formel-1-Weltmeisterschaftsläufen eingesetzt und ging dabei achtmal an den Start. Der N173 wurde ausnahmslos von Rennfahrern gefahren, die keine Formel-1-Erfahrungen hatten. Er erzielte keine Weltmeisterschaftspunkte.

## Hintergrund
Ensign Racing wurde 1971 von dem früheren Rennfahrer Morris „Mo“ Nunn gegründet, der in den 1960er-Jahren als Mechaniker für das Team Lotus gearbeitet hatte. Das Unternehmen begann mit der Konstruktion von Rennwagen für die Formel 3, die überwiegend als Kundenfahrzeuge ausgeliefert wurden. Daneben unterhielt Ensign ein Formel-3-Werksteam, für das unter anderem der mit Liechtensteiner Lizenz fahrende Rennfahrer Rikky von Opel antrat. Von Opel gewann 1972 eine der drei Serien der britischen Formel-3-Meisterschaft. Nach den Erfolgen mit Ensigns Formel-3-Auto sah von Opel seine sportliche Zukunft weniger in der Formel 2, die die nächsthöhere Rennklasse darstellte, als vielmehr in der Formel 1. Er beauftragte daher Mo Nunn, ihm für die Formel 1 ein eigenes Chassis zu konstruieren. Von Opel finanzierte die Entwicklung des Fahrzeugs und übernahm die Leasingkosten für den Motor. Nunns erstes Formel-1-Auto war im Sommer 1973 einsatzbereit. In dieser Saison wurde es siebenmal für von Opel gemeldet, erzielte aber nur schwache Resultate. Zu Beginn der Saison 1974 verließ der von Nunn enttäuschte von Opel daraufhin das Ensign-Team, das nach einer mehrmonatigen Unterbrechung erst dann wieder an den Start ging, als es mit Theodore „Teddy“ Yip einen neuen Sponsor gefunden hatte. In dieser Saison wurde der N173 zeitweise erneut eingesetzt, obwohl das Team mit dem Ensign N174 bereits über ein Nachfolgemodell verfügte.

## Konstruktion
Verantwortlicher Konstrukteur des Ensign N173 war Mo Nunn. Nunns Erstlingswerk galt Beobachtern in technischer Hinsicht als „eher simple Konstruktion“. Die Vorderräder waren an Doppelquerlenkern aufgehängt; die Federn waren außenliegend angeordnet. Als Antrieb diente ein 3,0 Liter großer Achtzylindermotor von Cosworth, der seine Leistung über ein Fünfganggetriebe von Hewland (Typ FGA400) auf die Hinterräder übertrug.
Das Monocoque bestand aus Aluminium, die Karosserie dagegen aus Kunststoff. Sie war dem britischen Zulieferbetrieb Specialized Mouldings hergestellt worden. Die Form der Karosserie war „außergewöhnlich“, „gewagt“ und „unverwechselbar“: Die Front war niedrig gehalten, die Cockpiteinfassung hingegen sehr hoch gezogen. Die Lufthutze war hoch und lang; der Frontspoiler ging über die gesamte Breite des Wagens. Insgesamt machte die Gestaltung des Aufbaus einen „recht klobigen“ Eindruck. Auffällig war die Lackierung des Wagens: In der Debütsaison war sie in einem dunklen British Racing Green gehalten, während einige Konturen durch gelbe Akzentstreifen betont wurden. Auf Beobachter machte der N173 daher den Eindruck eines „Rennwagens in Nadelstreifen“.
Das Gewicht des N173 wurde mit 585 kg angegeben. Er lag damit 10 kg über dem erforderlichen Mindestgewicht.
Der N173 war ein Einzelexemplar.

## Nomenklatur
Ensign verwendete für seine Formel-1-Rennwagen zwei alternative Bezeichnungssysteme. Die einzelnen Baureihen wurden mit einem dreistelligen Zahlencode bezeichnet, von dem die erste Ziffer die Rennformel bezeichnete, für die das Auto konzipiert war, während die zweite und dritte Ziffer das Jahr benannte, in dem das Auto konstruiert worden war. Der N173 war demnach ein Formel-1-Auto aus dem Jahr 1973. Die einzelnen Chassis der Formel-1-Wagen wurden dagegen fortlaufend nummeriert. Da der N173 das erste Ensign-Chassis für die Formel 1 war, erhielt er die (zusätzliche) Bezeichnung MN01. Das Nachfolgemodell N174 wurde in zwei Exemplaren hergestellt; sie erhielten die Bezeichnung MN02 und MN03. Das System wurde bis zum N181 beibehalten, dessen einziges Exemplar das Chassis MN16 war.

## Renneinsätze

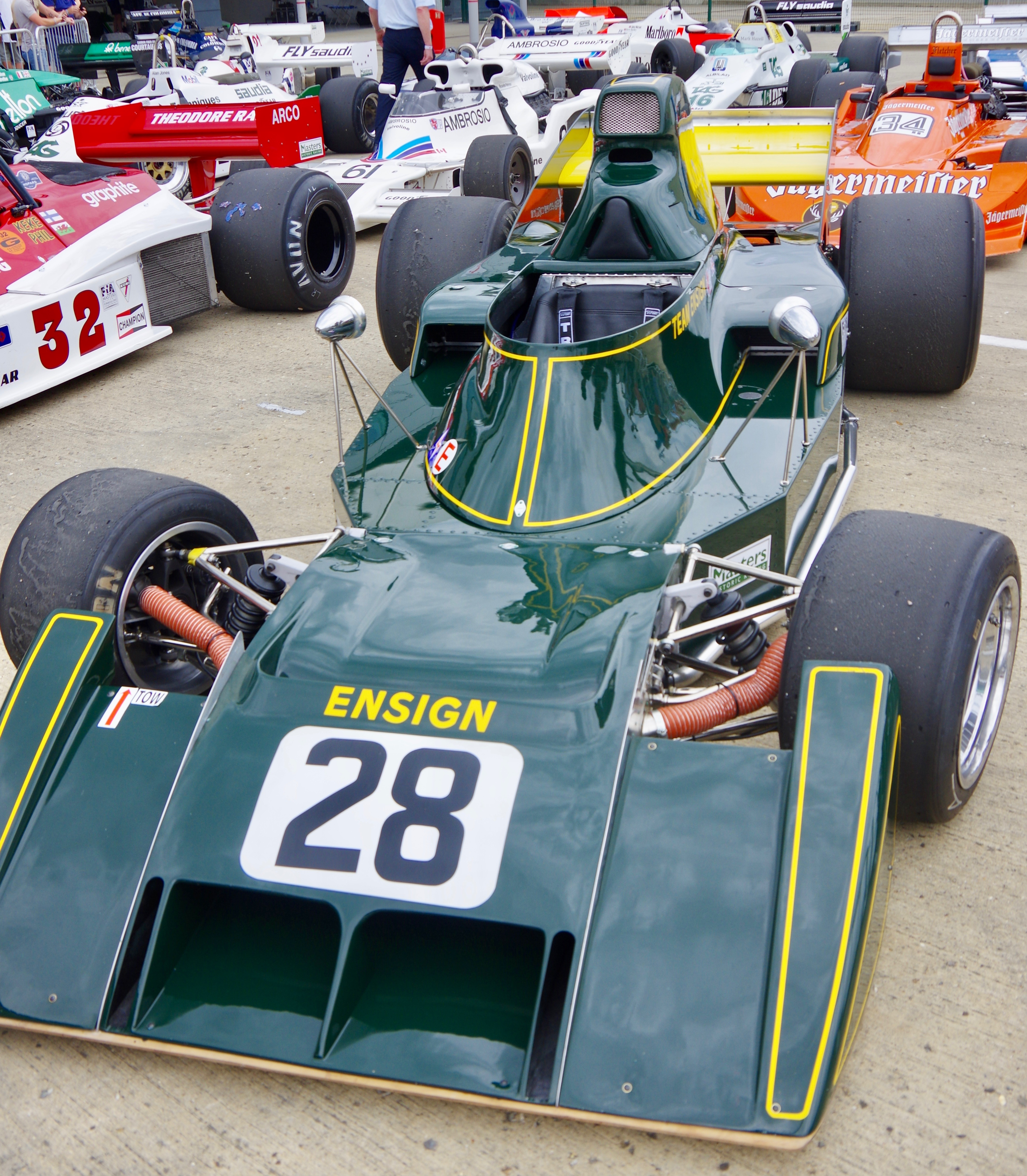
Ensign N173 bei den Silverstone Classic 2019

Der Ensign N173 wurde 1973 und 1974 nacheinander für drei Rennfahrer gemeldet. Jeder von ihnen debütierte mit dem N173 in der Formel 1.

### Formel-1-Saison 1973
Das Team Ensign erschien erstmals beim Großen Preis von Frankreich 1973 in der Formel 1. Mit Ausnahme des Großen Preises von Deutschland meldete sich das Team zu allen verbleibenden Weltmeisterschaftsläufen des Jahres, sogar für die Überseerennen in Nordamerika, die kleine, finanzschwache Teams wegen der hohen Anreisekosten üblicherweise oft ausließen. 1973 wurde der N173 ausschließlich von Rikky von Opel gefahren.
Bei seinem Debütrennen auf dem südfranzösischen Circuit Paul Ricard qualifizierte sich von Opel für den 25. und letzten Startplatz. Sein Rückstand auf die Pole-Zeit von Jackie Stewart (Tyrrell) betrug 7,2 Sekunden. Das Rennen beendete von Opel als 15. und letzter mit drei Runden Rückstand auf den Sieger (Peterson im Lotus). Beim folgenden Rennen in Großbritannien kam er mit sechs Runden Rückstand als 13. ins Ziel. In den Niederlanden erreichte von Opel mit Platz 14 den besten Startplatz des Jahres für sein Team. Allerdings nahm er am Rennen nicht teil. Im Training hatten sich Risse im Chassis gezeigt; daraufhin zog Mo Nunn das Auto aus Sicherheitsgründen zurück. Im Hinblick darauf ließ das Team auch den eine Woche später stattfindenden Großen Preis von Deutschland aus. In Österreich waren Ensign und von Opel wieder am Start, nunmehr mit einem verstärkten Chassis. Weder hier noch bei den verbleibenden Rennen des Jahres kam von Opel allerdings in die Wertung: Dreimal fiel er technisch bedingt aus. Einmal klemmte der Gaszug (USA) ein weiteres Mal überhitzte der Motor (Italien), und in Österreich gab es Probleme mit dem Kraftstoffsystem.

### Formel-1-Saison 1974
Zum ersten Rennen des Jahres 1974, dem Großen Preis von Argentinien, meldete Ensign den neuen N174 für Rikky von Opel. Nachdem von Opel Handlingprobleme beim neuen Auto festgestellt und deshalb nicht am Rennen teilgenommen hatte, trennte er sich von Ensign. Er übernahm daraufhin ein Cockpit bei Brabham. Da nach dem Weggang von Opels die Finanzierung des weiteren Rennprogramms nicht gesichert war, ließ Ensign die ersten Rennen der Saison 1974 aus.
Erst zum Großen Preis von Belgien erschien das Team wieder. Fahrer war nun der australische Debütant Vern Schuppan, der von dem in Hongkong ansässigen Geschäftsmann Teddy Yip unterstützt wurde. Yip finanzierte sieben Renneinsätze Schuppans bei Ensign, das daraufhin mit dem Namenszusatz „Theodore Racing Hong Kong“ an den Start ging. Schuppan setzte überwiegend den N174 ein; eine Ausnahme war nur der Große Preis von Schweden: Hier fuhr er den N173, weil der N174 im vorherigen Rennen in Monaco erheblich beschädigt worden war. Auf dem Scandinavian Raceway in Anderstorp qualifizierte sich Schuppan im N173 für den 27. Startplatz. In der Startaufstellung stand er allerdings infolge eines Irrtums auf Platz 26. Von hier aus ging er auch ins Rennen, das er mit drei Runden Rückstand als Zwölfter beendete. Der falsche Startplatz Schuppans fiel erst nach Beendigung des Rennens auf. Schuppan wurde daraufhin nachträglich disqualifiziert. Nach dem Großen Preis von Deutschland beendeten Schuppan und Yip ihre Verbindung zu Ensign.
Schuppans Nachfolger war der britische Debütant Mike Wilds, der bei den vier verbleibenden Saisonrennen im mehr als ein Jahr alten N173 antrat. Weder in Österreich noch in Italien oder Kanada gelang Wilds die Qualifikation. Nur in den USA qualifizierte er sich. Wilds ging von Platz 21 ins Rennen. Er legte 50 Runden zurück, neun weniger als der Sieger, und wurde wegen zu geringer Distanz nicht gewertet.

## Rennergebnisse in der Formel 1
| Fahrer                           | Nr.                              | 1   | 2 | 3 | 4 | 5 | 6 | 7   | 8  | 9  | 10  | 11 | 12  | 13  | 14  | 15  | Punkte | Rang |
| -------------------------------- | -------------------------------- | --- | - | - | - | - | - | --- | -- | -- | --- | -- | --- | --- | --- | --- | ------ | ---- |
| Automobil-Weltmeisterschaft 1973 | Automobil-Weltmeisterschaft 1973 |     |   |   |   |   |   |     |    |    |     |    |     |     |     |     | 0      | —    |
| R. v.Opel                        |                                  |     |   |   |   |   |   |     | 15 | 13 | DNS |    | DNF | DNF | NC  | DNF | 0      | —    |
| Automobil-Weltmeisterschaft 1974 | Automobil-Weltmeisterschaft 1974 |     |   |   |   |   |   |     |    |    |     |    |     |     |     |     | 0      | —    |
| R. v.Opel                        | 22                               | DNS |   |   |   |   |   |     |    |    |     |    |     |     |     |     | 0      | —    |
| V. Schuppan                      | 22                               |     |   |   |   |   |   | DSQ |    |    |     |    |     |     |     |     | 0      | —    |
| Mike Wilds                       | 22                               |     |   |   |   |   |   |     |    |    |     |    | DNQ | DNQ | DNQ | NC  | 0      | —    |

| Legende  | Legende            | Legende                                                          |
| Farbe    | Abkürzung          | Bedeutung                                                        |
| -------- | ------------------ | ---------------------------------------------------------------- |
| Gold     | –                  | Sieg                                                             |
| Silber   | –                  | 2. Platz                                                         |
| Bronze   | –                  | 3. Platz                                                         |
| Grün     | –                  | Platzierung in den Punkten                                       |
| Blau     | –                  | Klassifiziert außerhalb der Punkteränge                          |
| Violett  | DNF                | Rennen nicht beendet (did not finish)                            |
| Violett  | NC                 | nicht klassifiziert (not classified)                             |
| Rot      | DNQ                | nicht qualifiziert (did not qualify)                             |
| Rot      | DNPQ               | in Vorqualifikation gescheitert (did not pre-qualify)            |
| Schwarz  | DSQ                | disqualifiziert (disqualified)                                   |
| Weiß     | DNS                | nicht am Start (did not start)                                   |
| Weiß     | WD                 | zurückgezogen (withdrawn)                                        |
| Hellblau | PO                 | nur am Training teilgenommen (practiced only)                    |
| Hellblau | TD                 | Freitags-Testfahrer (test driver)                                |
| ohne     | DNP                | nicht am Training teilgenommen (did not practice)                |
| ohne     | INJ                | verletzt oder krank (injured)                                    |
| ohne     | EX                 | ausgeschlossen (excluded)                                        |
| ohne     | DNA                | nicht erschienen (did not arrive)                                |
| ohne     | C                  | Rennen abgesagt (cancelled)                                      |
| ohne     | keine WM-Teilnahme |                                                                  |
| sonstige | P/fett             | Pole-Position                                                    |
| sonstige | 1/2/3/4/5/6/7/8    | Punktplatzierung im Sprint-/Qualifikationsrennen                 |
| sonstige | SR/kursiv          | Schnellste Rennrunde                                             |
| sonstige | *                  | nicht im Ziel, aufgrund der zurückgelegten Distanz aber gewertet |
| sonstige | ()                 | Streichresultate                                                 |
| sonstige | unterstrichen      | Führender in der Gesamtwertung                                   |